# Catephia sericea
Catephia sericea là một loài bướm đêm trong họ Erebidae.